# Malta en los Juegos Paralímpicos de Londres 2012
Malta estuvo representada en los Juegos Paralímpicos de Londres 2012 por un deportista masculino. El equipo paralímpico maltés no obtuvo ninguna medalla en estos Juegos.